# Federação Senegalesa de Voleibol
A Federação Senegalesa de Voleibol  (em francêsːFédération Sénégalaise de volley-ball, FSVB) é  uma organização fundada em 1961 que governa a pratica de voleibol em Senegal, sendo membro da Federação Internacional de Voleibol e da Confederação Africana de Voleibol, a entidade é responsável por  organizar  os campeonatos nacionais de  voleibol masculino e feminino no país.